# Stazione di Labico
Stazione di Labico vasútállomás Olaszországban, Labico településen.

## Vasútvonalak
Az állomást az alábbi vasútvonalak érintik:
- Róma–Cassino–Nápoly-vasútvonal

## Kapcsolódó állomások
A vasútállomáshoz az alábbi állomások vannak a legközelebb:
- Stazione di Valmontone (Stazione di Cassino, FL6)
- Stazione di Palestrina (FS)
- Stazione di Zagarolo (Stazione di Roma Termini, FL6)